# Temporada da NHL de 1989–90
A temporada da NHL de 1989–90 foi a 73.ª temporada da National Hockey League (NHL). Vinte e um times jogaram 80 partidas cada. O campeão da Copa Stanley foi o Edmonton Oilers, que fez 4-1 no Boston Bruins. O campeonato foi o quinto do Oilers em 7 anos.

## Temporada Regular
Esta temporada marcou a primeira vez em que todos os três times da área de Nova York se classificaram para os playoffs na mesma temporada, um feito que só foi repetido em mais duas temporadas: 1993 e 2006.
Até hoje, esta foi a última vez em que o Detroit Red Wings não se classificou para os playoffs.

### Classificação final
Nota: J = Partidas jogadas, V = Vitórias, D = Derrotas, E = Empates, Pts = Pontos, GP = Gols pró, GC = Gols contra, PEM=Penalizações em minutos

Times que se classificaram aos playoffs estão destacados em negrito

#### Conferência Príncipe de Gales
| Divisão Adams      | J  | V  | D  | E  | Pts | GP  | GC  |
| ------------------ | -- | -- | -- | -- | --- | --- | --- |
| Boston Bruins      | 80 | 46 | 25 | 9  | 101 | 289 | 232 |
| Buffalo Sabres     | 80 | 45 | 27 | 8  | 93  | 286 | 248 |
| Montreal Canadiens | 80 | 41 | 28 | 11 | 89  | 288 | 234 |
| Hartford Whalers   | 80 | 38 | 33 | 9  | 85  | 275 | 268 |
| Quebec Nordiques   | 80 | 12 | 61 | 7  | 31  | 240 | 407 |

| Divisão Patrick     | J  | V  | D  | E  | Pts | GP  | GC  |
| ------------------- | -- | -- | -- | -- | --- | --- | --- |
| New York Rangers    | 80 | 36 | 31 | 13 | 85  | 279 | 267 |
| New Jersey Devils   | 80 | 37 | 34 | 9  | 83  | 295 | 288 |
| Washington Capitals | 80 | 36 | 38 | 6  | 78  | 284 | 275 |
| New York Islanders  | 80 | 31 | 38 | 11 | 73  | 281 | 288 |
| Pittsburgh Penguins | 80 | 32 | 40 | 8  | 72  | 318 | 359 |
| Philadelphia Flyers | 80 | 30 | 39 | 11 | 71  | 290 | 297 |

#### Conferência Clarence Campbell
| Divisão Norris        | J  | V  | D  | E  | Pts | GP  | GC  |
| --------------------- | -- | -- | -- | -- | --- | --- | --- |
| Chicago Blackhawks    | 80 | 41 | 33 | 6  | 88  | 315 | 294 |
| St. Louis Blues       | 80 | 37 | 34 | 9  | 83  | 295 | 279 |
| Toronto Maple Leafs   | 80 | 38 | 38 | 4  | 80  | 337 | 358 |
| Minnesota North Stars | 80 | 36 | 40 | 4  | 76  | 284 | 291 |
| Detroit Red Wings     | 80 | 28 | 38 | 14 | 70  | 288 | 323 |

| Divisão Smythe    | J  | V  | D  | E  | Pts | GP  | GC  |
| ----------------- | -- | -- | -- | -- | --- | --- | --- |
| Calgary Flames    | 80 | 42 | 23 | 15 | 99  | 348 | 265 |
| Edmonton Oilers   | 80 | 38 | 28 | 14 | 90  | 315 | 283 |
| Winnipeg Jets     | 80 | 37 | 32 | 11 | 85  | 298 | 290 |
| Los Angeles Kings | 80 | 34 | 39 | 7  | 75  | 338 | 337 |
| Vancouver Canucks | 80 | 25 | 41 | 14 | 64  | 245 | 306 |

## Playoffs
Nota: Todas as datas em 1990

### Tabela dos Playoffs
|  | Fase preliminar | Fase preliminar       | Fase preliminar     |                     |                    | Quartas-de-final   | Quartas-de-final | Quartas-de-final |  |    | Semifinais         | Semifinais | Semifinais |  |    | Final da Copa Stanley | Final da Copa Stanley | Final da Copa Stanley |
|  |                 |                       |                     |                     |                    |                    |                  |                  |  |    |                    |            |            |  |    |                       |                       |                       |
|  | A1              | Boston Bruins         | 4                   |                     |                    |                    |                  |                  |  |    |                    |            |            |  |    |                       |                       |                       |
|  | A4              | Hartford Whalers      | 3                   |                     |                    |                    |                  |                  |  |    |                    |            |            |  |    |                       |                       |                       |
|  | A4              | Hartford Whalers      | 3                   |                     | A1                 | Boston Bruins      | 4                |                  |  |    |                    |            |            |  |    |                       |                       |                       |
|  |                 |                       |                     |                     | A1                 | Boston Bruins      | 4                |                  |  |    |                    |            |            |  |    |                       |                       |                       |
|  |                 |                       | A3                  | Montreal Canadiens  | 1                  |                    |                  |                  |  |    |                    |            |            |  |    |                       |                       |                       |
|  | A2              | Buffalo Sabres        | A3                  | Montreal Canadiens  | 1                  | 2                  |                  |                  |  |    |                    |            |            |  |    |                       |                       |                       |
|  | A2              | Buffalo Sabres        |                     |                     |                    | 2                  |                  |                  |  |    |                    |            |            |  |    |                       |                       |                       |
|  | A3              | Montreal Canadiens    | 4                   |                     |                    |                    |                  |                  |  |    |                    |            |            |  |    |                       |                       |                       |
|  | A3              | Montreal Canadiens    | 4                   |                     |                    |                    |                  |                  |  | A1 | Boston Bruins      | 4          |            |  |    |                       |                       |                       |
|  |                 |                       |                     |                     |                    |                    |                  |                  |  | A1 | Boston Bruins      | 4          |            |  |    |                       |                       |                       |
|  |                 | P3                    | Washington Capitals | 0                   |                    |                    |                  |                  |  |    |                    |            |            |  |    |                       |                       |                       |
|  | P1              | P3                    | Washington Capitals | 0                   | New York Rangers   | 4                  |                  |                  |  |    |                    |            |            |  |    |                       |                       |                       |
|  | P1              |                       |                     |                     | New York Rangers   | 4                  |                  |                  |  |    |                    |            |            |  |    |                       |                       |                       |
|  | P4              | New York Islanders    | 1                   |                     |                    |                    |                  |                  |  |    |                    |            |            |  |    |                       |                       |                       |
|  | P4              | New York Islanders    | 1                   |                     | P1                 | New York Rangers   | 1                |                  |  |    |                    |            |            |  |    |                       |                       |                       |
|  |                 |                       |                     |                     | P1                 | New York Rangers   | 1                |                  |  |    |                    |            |            |  |    |                       |                       |                       |
|  |                 |                       | P3                  | Washington Capitals | 4                  |                    |                  |                  |  |    |                    |            |            |  |    |                       |                       |                       |
|  | P2              | New Jersey Devils     | P3                  | Washington Capitals | 4                  | 2                  |                  |                  |  |    |                    |            |            |  |    |                       |                       |                       |
|  | P2              | New Jersey Devils     |                     |                     |                    | 2                  |                  |                  |  |    |                    |            |            |  |    |                       |                       |                       |
|  | P3              | Washington Capitals   | 4                   |                     |                    |                    |                  |                  |  |    |                    |            |            |  |    |                       |                       |                       |
|  | P3              | Washington Capitals   | 4                   |                     |                    |                    |                  |                  |  |    |                    |            |            |  | A1 | Boston Bruins         | 1                     |                       |
|  |                 |                       |                     |                     |                    |                    |                  |                  |  |    |                    |            |            |  | A1 | Boston Bruins         | 1                     |                       |
|  |                 | S2                    | Edmonton Oilers     | 4                   |                    |                    |                  |                  |  |    |                    |            |            |  |    |                       |                       |                       |
|  | N1              | S2                    | Edmonton Oilers     | 4                   | Chicago Blackhawks | 4                  |                  |                  |  |    |                    |            |            |  |    |                       |                       |                       |
|  | N1              |                       |                     |                     | Chicago Blackhawks | 4                  |                  |                  |  |    |                    |            |            |  |    |                       |                       |                       |
|  | N4              | Minnesota North Stars | 3                   |                     |                    |                    |                  |                  |  |    |                    |            |            |  |    |                       |                       |                       |
|  | N4              | Minnesota North Stars | 3                   |                     | N1                 | Chicago Blackhawks | 4                |                  |  |    |                    |            |            |  |    |                       |                       |                       |
|  |                 |                       |                     |                     | N1                 | Chicago Blackhawks | 4                |                  |  |    |                    |            |            |  |    |                       |                       |                       |
|  |                 |                       | N2                  | St. Louis Blues     | 3                  |                    |                  |                  |  |    |                    |            |            |  |    |                       |                       |                       |
|  | N2              | St. Louis Blues       | N2                  | St. Louis Blues     | 3                  | 4                  |                  |                  |  |    |                    |            |            |  |    |                       |                       |                       |
|  | N2              | St. Louis Blues       |                     |                     |                    | 4                  |                  |                  |  |    |                    |            |            |  |    |                       |                       |                       |
|  | N3              | Toronto Maple Leafs   | 1                   |                     |                    |                    |                  |                  |  |    |                    |            |            |  |    |                       |                       |                       |
|  | N3              | Toronto Maple Leafs   | 1                   |                     |                    |                    |                  |                  |  | N1 | Chicago Blackhawks | 2          |            |  |    |                       |                       |                       |
|  |                 |                       |                     |                     |                    |                    |                  |                  |  | N1 | Chicago Blackhawks | 2          |            |  |    |                       |                       |                       |
|  |                 | S2                    | Edmonton Oilers     | 4                   |                    |                    |                  |                  |  |    |                    |            |            |  |    |                       |                       |                       |
|  | S1              | S2                    | Edmonton Oilers     | 4                   | Calgary Flames     | 2                  |                  |                  |  |    |                    |            |            |  |    |                       |                       |                       |
|  | S1              |                       |                     |                     | Calgary Flames     | 2                  |                  |                  |  |    |                    |            |            |  |    |                       |                       |                       |
|  | S4              | Los Angeles Kings     | 4                   |                     |                    |                    |                  |                  |  |    |                    |            |            |  |    |                       |                       |                       |
|  | S4              | Los Angeles Kings     | 4                   |                     | S2                 | Edmonton Oilers    | 4                |                  |  |    |                    |            |            |  |    |                       |                       |                       |
|  |                 |                       |                     |                     | S2                 | Edmonton Oilers    | 4                |                  |  |    |                    |            |            |  |    |                       |                       |                       |
|  |                 |                       | S4                  | Los Angeles Kings   | 0                  |                    |                  |                  |  |    |                    |            |            |  |    |                       |                       |                       |
|  | S2              | Edmonton Oilers       | S4                  | Los Angeles Kings   | 0                  | 4                  |                  |                  |  |    |                    |            |            |  |    |                       |                       |                       |
|  | S2              | Edmonton Oilers       |                     |                     |                    | 4                  |                  |                  |  |    |                    |            |            |  |    |                       |                       |                       |
|  | S3              | Winnipeg Jets         | 3                   |                     |                    |                    |                  |                  |  |    |                    |            |            |  |    |                       |                       |                       |

### Final
O Edmonton Oilers eliminou o Boston Bruins na série final por 4-1. Para o Oilers, foi a sua quinta copa conquistada em sete anos, e sua única sem Wayne Gretzky. No Jogo 1, Petr Klima marcou aos 15:13 da terceira prorrogação para dar ao Oilers uma vitória por 3-2; este jogo permanece o mais longo da história da final da Copa Stanley, superando o do gol do campeonato por Brett Hull em 1999 e o vencido por Igor Larionov em 2002 por menos de 30 segundos. No Jogo 5 no Boston Garden, em 24 de maio, o Oilers venceu por 4–1. Craig Simpson marcou o gol da vitória, O goleiro do Oilers Bill Ranford ganhou o Troféu Conn Smythe como melhor jogador dos playoffs.
| Boston Bruins vs. Edmonton Oilers                   | Boston Bruins vs. Edmonton Oilers | Boston Bruins vs. Edmonton Oilers | Boston Bruins vs. Edmonton Oilers | Boston Bruins vs. Edmonton Oilers | Boston Bruins vs. Edmonton Oilers |
| Data                                                | Visitante                         | Placar                            | Mandante                          | Placar                            | Notas                             |
| --------------------------------------------------- | --------------------------------- | --------------------------------- | --------------------------------- | --------------------------------- | --------------------------------- |
| 15 de maio                                          | Edmonton                          | 3                                 | Boston                            | 2                                 | 3OT                               |
| 18 de maio                                          | Edmonton                          | 7                                 | Boston                            | 2                                 |                                   |
| 20 de maio                                          | Boston                            | 2                                 | Edmonton                          | 1                                 |                                   |
| 22 de maio                                          | Boston                            | 1                                 | Edmonton                          | 5                                 |                                   |
| 24 de maio                                          | Edmonton                          | 4                                 | Boston                            | 1                                 |                                   |
| Edmonton venceu a série por 4–1 e a Copa Stanley    |                                   |                                   |                                   |                                   |                                   |
| Bill Ranford (Edmonton) venceu o Troféu Conn Smythe |                                   |                                   |                                   |                                   |                                   |

## Prêmios da NHL
| Troféu dos Presidentes:         | Boston Bruins                           |
| Troféu Príncipe de Gales:       | Boston Bruins                           |
| Taça Clarence S. Campbell:      | Edmonton Oilers                         |
| Troféu Art Ross:                | Wayne Gretzky, Los Angeles Kings        |
| Troféu Memorial Bill Masterton: | Gord Kluzak, Boston Bruins              |
| Troféu Memorial Calder:         | Sergei Makarov, Calgary Flames          |
| Troféu Conn Smythe:             | Bill Ranford, Edmonton Oilers           |
| Troféu Frank J. Selke:          | Rick Meagher, St. Louis Blues           |
| Troféu Memorial Hart:           | Mark Messier, Edmonton Oilers           |
| Prêmio Jack Adams:              | Bob Murdoch, Winnipeg Jets              |
| Troféu Memorial James Norris:   | Ray Bourque, Boston Bruins              |
| Troféu Memorial King Clancy:    | Kevin Lowe, Edmonton Oilers             |
| Troféu Memorial Lady Byng:      | Brett Hull, St. Louis Blues             |
| Prêmio Lester B. Pearson:       | Mark Messier, Edmonton Oilers           |
| Prêmio Mais/Menos da NHL:       | Paul Cavallini, St. Louis Blues         |
| Troféu Vezina:                  | Patrick Roy, Montreal Canadiens         |
| Troféu William M. Jennings:     | Reggie Lemelin/Andy Moog, Boston Bruins |
| Troféu Lester Patrick:          | Len Ceglarski                           |

### Seleções da liga
| Primeiro Time                     | Posição | Segundo Time                         |
| --------------------------------- | ------- | ------------------------------------ |
| Patrick Roy, Montreal Canadiens   | G       | Daren Puppa, Buffalo Sabres          |
| Ray Bourque, Boston Bruins        | D       | Paul Coffey, Pittsburgh Penguins     |
| Al MacInnis, Calgary Flames       | D       | Doug Wilson, Chicago Blackhawks      |
| Mark Messier, Edmonton Oilers     | C       | Wayne Gretzky, Los Angeles Kings     |
| Brett Hull, St. Louis Blues       | PD      | Cam Neely, Boston Bruins             |
| Luc Robitaille, Los Angeles Kings | PE      | Brian Bellows, Minnesota North Stars |

## Estatísticas dos Jogadores

### Artilheiros[1]
J = Partidas jogadas, G = Gols, A = Assistências, Pts = Pontos, PEM = Penalizações em minutos, PPG = Gols em power play, SHG = Gols com jogador a menos, GHG = Gol da vitória no jogo
| Jogador         | Time                | J  | G  | A   | Pts | PEM | +/- | PPG | SHG | GHG |
| --------------- | ------------------- | -- | -- | --- | --- | --- | --- | --- | --- | --- |
| Wayne Gretzky   | Los Angeles Kings   | 73 | 40 | 102 | 142 | 42  | +8  | 10  | 4   | 4   |
| Mark Messier    | Edmonton Oilers     | 79 | 45 | 84  | 129 | 79  | +19 | 13  | 6   | 3   |
| Steve Yzerman   | Detroit Red Wings   | 79 | 62 | 65  | 127 | 79  | -6  | 16  | 7   | 8   |
| Mario Lemieux   | Pittsburgh Penguins | 59 | 45 | 78  | 123 | 78  | -18 | 14  | 3   | 4   |
| Brett Hull      | St. Louis Blues     | 80 | 72 | 41  | 113 | 24  | -1  | 27  | 0   | 12  |
| Bernie Nicholls | New York Rangers    | 79 | 39 | 73  | 112 | 86  | -9  | 15  | 0   | 1   |
| Pierre Turgeon  | Buffalo Sabres      | 80 | 40 | 66  | 106 | 29  | +10 | 17  | 1   | 10  |
| Pat Lafontaine  | New York Islanders  | 74 | 54 | 51  | 105 | 38  | -13 | 13  | 2   | 8   |
| Paul Coffey     | Pittsburgh Penguins | 80 | 29 | 74  | 103 | 95  | -25 | 10  | 0   | 3   |
| Joe Sakic       | Quebec Nordiques    | 80 | 39 | 63  | 102 | 27  | -40 | 8   | 1   | 2   |

### Melhores Goleiros
Mínimo de 2000 min. J = Partidas jogadas, MJ=Minutos jogados, GC = Gols contra, TG = Tiros ao gol, MGC = Média de gols contra, V = Vitórias, D = Derrotas, E = Empates, SO = Shutouts, Def% = Porcentagem de defesas
| Jogador      | Time                  | J  | MJ   | V  | D  | E  | SO | MGC  | Def% |
| ------------ | --------------------- | -- | ---- | -- | -- | -- | -- | ---- | ---- |
| Kirk McLean  | Vancouver Canucks     | 63 | 3739 | 21 | 30 | 10 | 0  | 3.47 | 88.0 |
| Jon Casey    | Minnesota North Stars | 61 | 3407 | 31 | 22 | 4  | 3  | 3.22 | 89.6 |
| Daren Puppa  | Buffalo Sabres        | 56 | 3241 | 31 | 16 | 6  | 1  | 2.89 | 90.3 |
| Bill Ranford | Edmonton Oilers       | 56 | 3107 | 24 | 16 | 9  | 1  | 3.19 | 88.7 |
| Patrick Roy  | Montreal Canadiens    | 54 | 3173 | 31 | 16 | 5  | 3  | 2.53 | 91.2 |
| Sean Burke   | New Jersey Devils     | 52 | 2914 | 22 | 22 | 6  | 0  | 3.60 | 88.0 |
| Kelly Hrudey | Los Angeles Kings     | 52 | 2860 | 22 | 21 | 6  | 2  | 4.07 | 87.3 |
| Ken Wregget  | Philadelphia Flyers   | 51 | 2961 | 22 | 24 | 3  | 0  | 3.42 | 89.2 |
| Greg Millen  | Quebec Nordiques      | 49 | 2900 | 19 | 25 | 5  | 1  | 3.89 | 87.2 |
| Don Beaupre  | Washington Capitals   | 48 | 2793 | 23 | 18 | 5  | 2  | 3.22 | 89.0 |

## Estreias
Esta é uma lista de jogadores importantes que jogaram seu primeiro jogo na NHL em 1989-90 (listados com seu primeiro time, asterisco marca estreia nos playoffs):
- Wes Walz, Boston Bruins
- Alexander Mogilny, Buffalo Sabres
- Rob Ray, Buffalo Sabres
- Donald Audette*, Buffalo Sabres
- Sergei Makarov, Calgary Flames
- Rob Blake, Los Angeles Kings
- Helmut Balderis, Minnesota North Stars
- Andrew Cassels, Montreal Canadiens
- Lyle Odelein, Montreal Canadiens
- Vyacheslav Fetisov, New Jersey Devils
- Alexei Kasatonov, New Jersey Devils
- Murray Baron, Philadelphia Flyers
- Curtis Joseph, St. Louis Blues
- Tie Domi, Toronto Maple Leafs
- Vladimir Krutov, Vancouver Canucks
- Igor Larionov, Vancouver Canucks
- Olaf Kolzig, Washington Capitals

## Últimos jogos
Esta é uma lista de jogadores importantes que jogaram seu último jogo na NHL em 1989-90 (listados com seu último time):
- Reed Larson, Buffalo Sabres
- Al Secord, Chicago Blackhawks
- Bob Murray, Chicago Blackhawks
- Duane Sutter, Chicago Blackhawks
- Bernie Federko, Detroit Red Wings
- Borje Salming, Detroit Red Wings
- Reijo Ruotsalainen, Edmonton Oilers
- Barry Beck, Los Angeles Kings
- Helmut Balderis, Minnesota North Stars
- Curt Fraser, Minnesota North Stars
- Mark Johnson, New Jersey Devils
- Ron Greschner, New York Rangers
- Vladimir Krutov, Vancouver Canucks
- Paul Reinhart, Vancouver Canucks
- Doug Wickenheiser, Washington Capitals

## Data limite para negociações
Data limite: 6 de março de 1990.
- 6 de março de 1990: Adrien Plavsic, A primeira escolha de St. Louis no Draft de 1990 e a segunda no Draft de 1991 foram negociadas de St. Louis para Vancouver por Rich Sutter, Harold Snepsts e a segunda escolha de St. Louis no Draft de 1990 (adquirida anteriormente).
- 6 de março de 1990: Mike Gartner negociado de Minnesota para o NY Rangers por Ulf Dahlen, pela quarta escolha do NY Rangers no Draft de 1990 e por considerações futuras.
- 6 de março de 1990: Alain Chevrier negociado de Chicago para Pittsburgh por considerações futuras.
- 6 de março de 1990: Jack Capuano negociado do NY Islanders para Vancouver por Jeff Rohlicek.
- 6 de março de 1990: Jyrki Lumme negociado de Montreal para Vancouver pela segunda escolha de St. Louis no Draft de 1991 (adquirida anteriormente).
- 6 de março de 1990: Jim Korn negociado de New Jersey para Calgary pela quinta escolha de Calgary no Draft de 1990.
- 6 de março de 1990: Peter Stastny negociado de Quebec para New Jersey por Craig Wolanin e considerações futuras.
- 6 de março de 1990: Jeff Sharples negociado de Edmonton para New Jersey por Reijo Ruotsalainen.
- 6 de março de 1990: Brian Wilks negociado de Edmonton para Pittsburgh por considerações futuras.
- 6 de março de 1990: Os direitos de Cam Brauer foram negociados de Edmonton para Hartford por Marc Laforge.

## Ligações Externas
- Hockey Database